# Василије Јарославски
Василиј Всеволодович Јарославски (-1249) - најстарији од два сина првог јарославског кнеза Всеволода Константиновича.

## Биографија
Рођен најкасније 1229. Први пут се помиње у хроникама 1238. године, као један од принчева који је „спасио од Батуовог мача”.
Поставши владар после погибије свог оца у бици са монголско-татарима на Градској реци 1238. године, заједно са другим кнежевима, отишао је у Златну Хорду „у своју отаџбину“, односно да успостави своју тестаментом хана, у Јарославској кнежевини и отпуштен од Батуа. После тога је још два пута одлазио у Хорду: 1244. са својим стрицем Владимиром Константиновичем Углицким, као и 1239. године, „о отаџбини“, и 1245. године, са великим кнезом Јарославом Всеволодовичем.
Из брака са Ксенијом, непознатог порекла, имао је сина Василија, који се помиње под годином очеве смрти и о коме се ништа друго не зна, и ћерку Анастасију, чијом је руком јарославска власт прешла у руке Фјодора Ростиславича Кнеза Смоленско-Можајског.
Преминуо је 1249. године у Владимиру приликом посете великом кнезу. На сахрани њиховог рођака били су Александар Невски, Ростовски и Белозерски кнезови Борис и Глеб Василкович са мајком; сахранио је ростовски епископ Кирил у Јарослављу у Успенском сабору.
Кћи Анастасија била је удата за смоленског кнеза Фјодора Ростиславича, који је потискивањем мушке лозе локалне династије постао јарославски кнез.
Канонизован је, као и његов брат Константин, након проналаска њихових моштију 1501. године након пожара у Успенском сабору у Јарослављу, где су и сахрањени. Мошти су постале главна реликвија саборног храма, заједно са Јарославском иконом Богородице, коју су браћа донела у град, према житију. Године 1744., због немара оних који су палилли свеће, које су биле смештене у сандуку који је стајао поред гроба са моштима, изгореле су заједно са светињом и дрвеним надстрешницом. Преживеле мошти су сакупљене и похрањене у новој сребрној светињи на истом месту.
Њих Руска црква поштује као свете благородне кнезове, њихов спомен празнује се 3 (16) јула, на дан смрти Константина, и 23. маја (5. јуна) заједно са Сабором ростовско-јарославских светаца.